# シャスラ

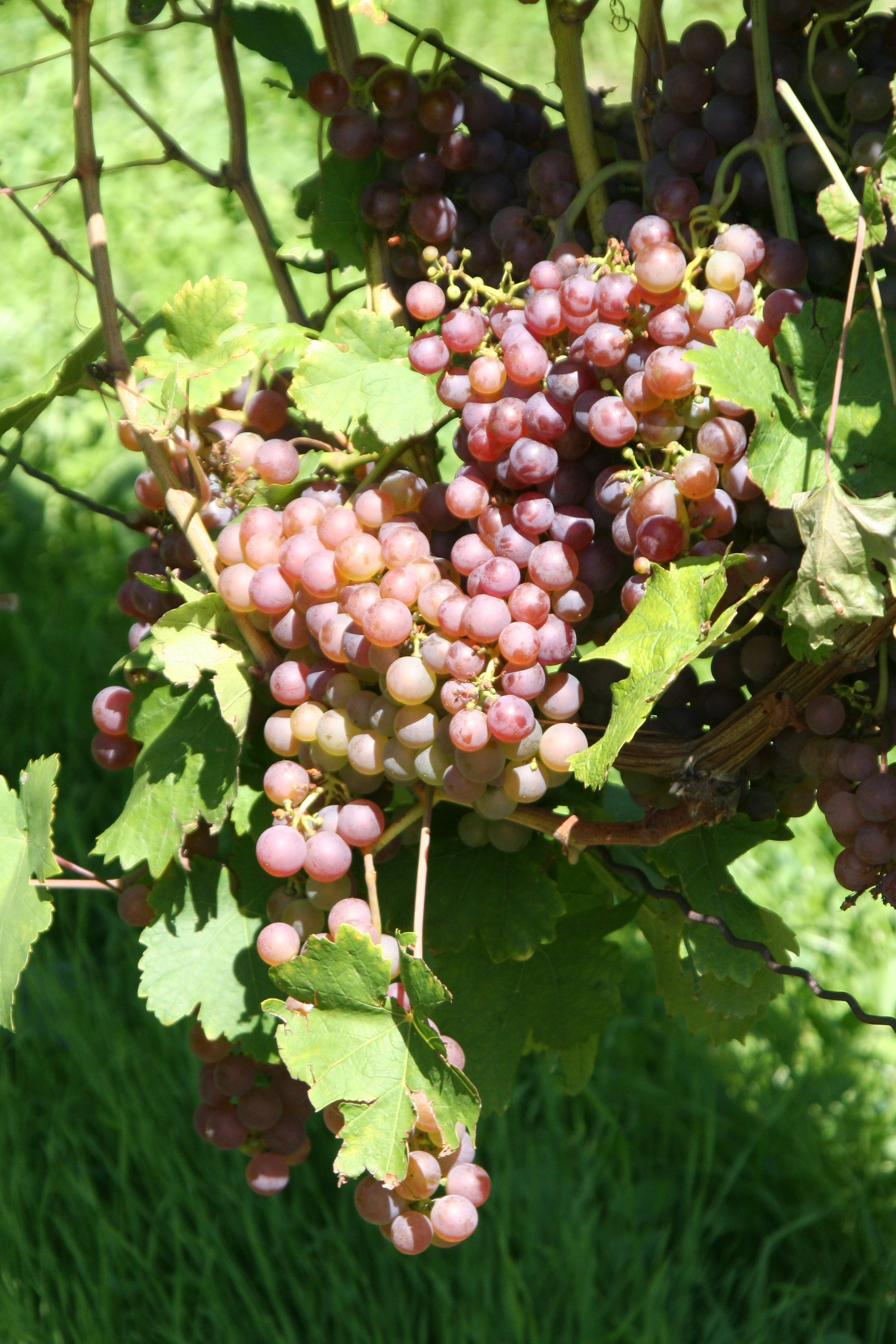
赤い皮のグートエーデル / シャスラ

シャスラ (Chasselas)もしくはシャスラ・ブラン (Chasselas blanc)は、スイス、フランス、ドイツ、ポルトガル、ハンガリー、ルーマニア、ニュージーランド、およびチリで栽培されるワイン用ブドウ品種である。シャスラはほとんどがワイン醸造用に用いられ、ドライでフルーティーな白ワインを生産する。また、生食用にも適しており、この目的用にトルコやハンガリーで広く栽培されている。

## 歴史
2009年にディエップ大学の研究室で行われた遺伝的解析によって、シャスラはスイス西部に起源を持つブドウ品種であることが示された。その名前は16世紀に最初に言及された。
1940年、シャスラはシルヴァーナーと交配され、白ブドウ品種のノーブリングを生み出した。

## ワイン生産地域
シャスラはスイスで広く栽培されており、いくつかの地域内の別名があり、主なものはヴァレー州のフォンダンである。 これは、ラクレットまたはフォンデュと理想的な組合せと見なされている。シャスラは、ジュネーブのマンドゥモン地区のペルランとしても知られている。2009年にはスイスで2番目に植えられたブドウ品種で、4,013ha (9,920エーカー)であった。
ドイツでは1,123 ha (2,770エーカー)で、"グートエーデル"という名前でほぼ独占的にバーデンのワイン地方で栽培されている。
フランスでは主にロワール地方で栽培されており、そこでは、ソーヴィニヨン・ブランとブレンドされて「プイィ＝シュル＝ロワール」と呼ばれるワインを生産している。カリフォルニアとオーストラリアの栽培者は"シャスラ・ドレ"や"ゴールデン・シャスラ"という名でこの種を知っている。
ミシェル・シャプティエは、シャスラが植えられるイギリスのブドウ畑の土地を探していると述べている。彼はシャスラが英語の気候とテロワールにうまく合うと信じていたと語った。